# ホソカワミクロン化粧品
ホソカワミクロン化粧品（ホソカワミクロンけしょうひん、英:Hosokawa Micron Cosmetics Corporation）は、大阪府枚方市に本社を置く化粧品会社。
ホソカワミクロンの100%完全子会社である。

## 沿革
- 1988年12月21日 　株式会社ユノインターナショナル（同社の前身企業）として設立。
- 2014年9月12日　ホソカワミクロンの傘下となり、同年10月1日に現社名に変更。

## 主力商品

### 化粧品
- ナノクリスフェアシリーズ

### 育毛剤
- ナノインパクトシリーズ

## 主要取引先
- ホソカワミクロン
- 電通
- ADK
- 日本郵便
- ヤマト運輸
- DAIWA
- トライステージ

## 広告宣伝
主力商品である「ナノクリスフェア」のイメージキャラクターに歌手の石川ひとみを、「ナノインパクト」のイメージキャラクターに元プロ野球選手の藪恵壹をそれぞれ起用。各商品のWebサイトにてWeb限定CMを公開している。また、文化放送「くにまるジャパン 極」にて、2018年4月から2019年2月まで石川ひとみが出演する「ナノクリスフェア」のラジオCMを正午の時報CMに、朝日放送ラジオ（ABCラジオ）でも平日15時の時報CMとして放送していた（BGMは石川ひとみのヒット曲「まちぶせ」のアコースティック・バージョン）。2019年3月からは文化放送のみで、藪恵壹が出演する「ナノインパクト」のラジオCMに変更の上、引き続き正午の時報CMにて放送中。